# Quirijnstok (wijk)
De Quirijnstok is een wijk in Tilburg Noord. De Quirijnstok wordt begrensd door het Buitengebied Noordoost in het noorden, Industrieterrein-Oost in het oosten, Industriestrook Lovense-Kanaaldijk in het zuiden en de wijk Heikant in het westen.

## Geschiedenis
De Quirijnstok vormt samen met de wijken Stokhasselt en Heikant het stadsdeel Nieuw-Noord dat in de jaren '60 van de 20e eeuw uit de grond is gestampt om te voldoen aan de enorme vraag naar woonruimte door babyboomers. De Heikant is dan ook rijk aan flatgebouwen en maisonettes.

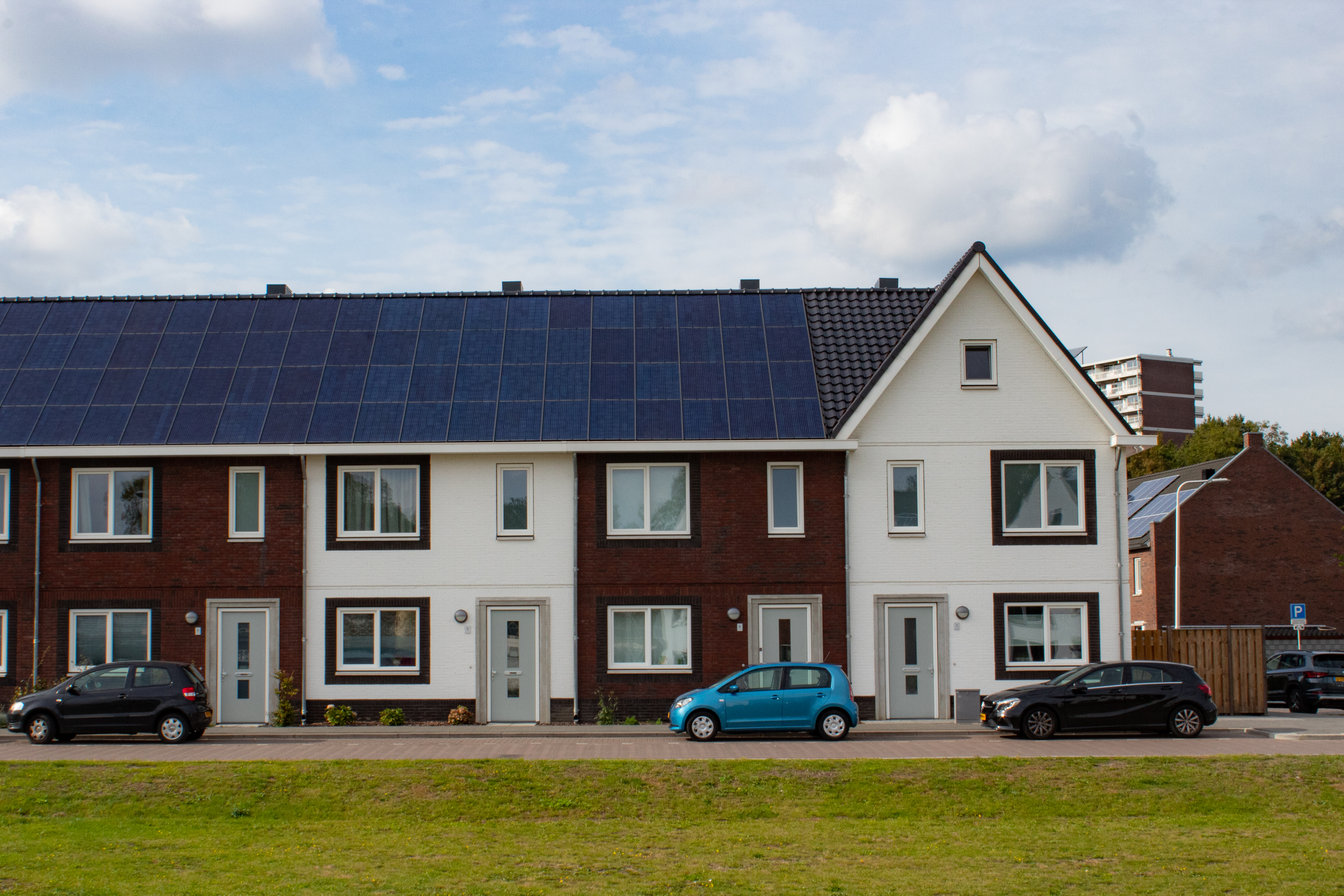
De Wijk Qurijnstok Zuid-West in Tilburg Noord

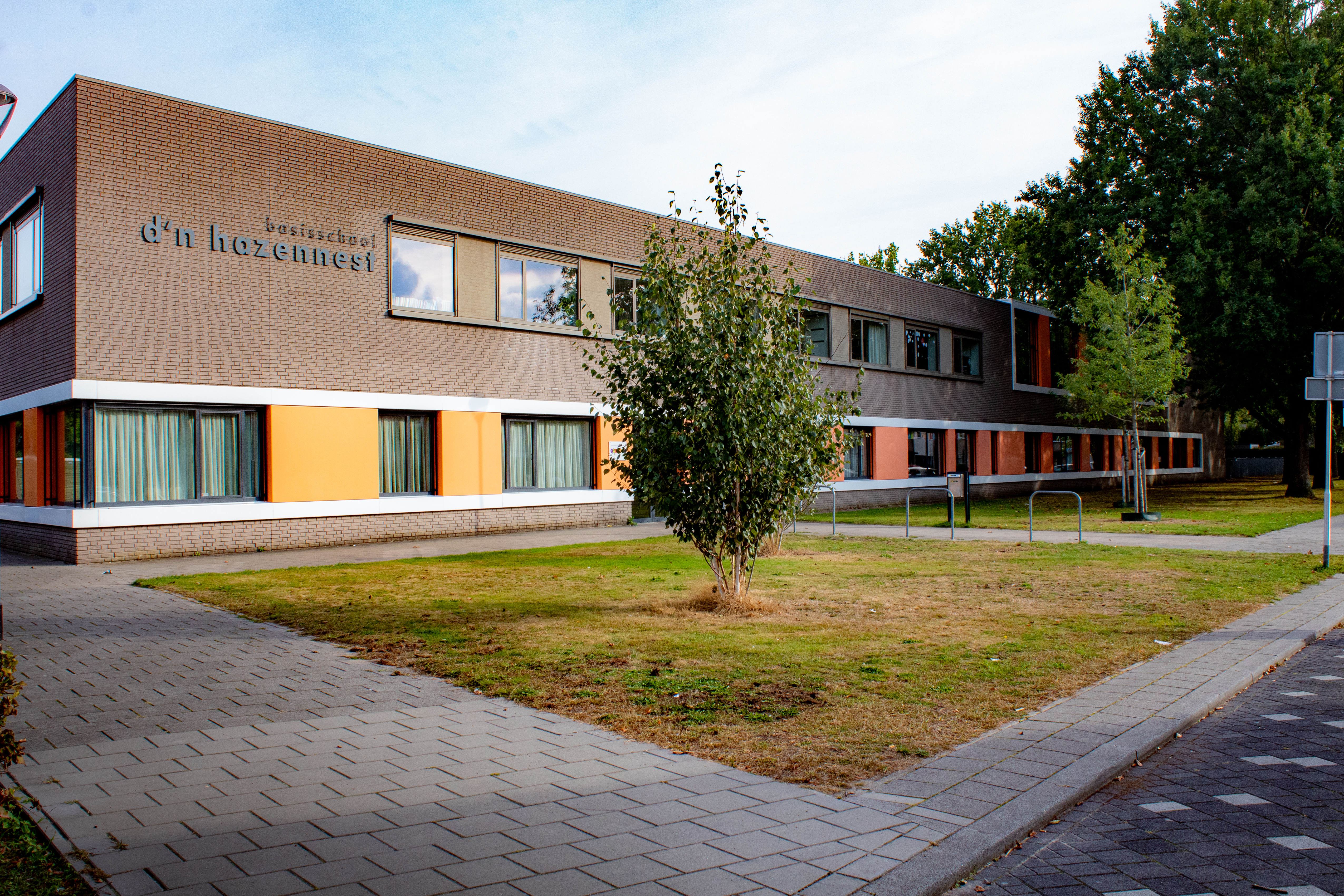
Basisschool d'n Hazennest in Quirijnstok
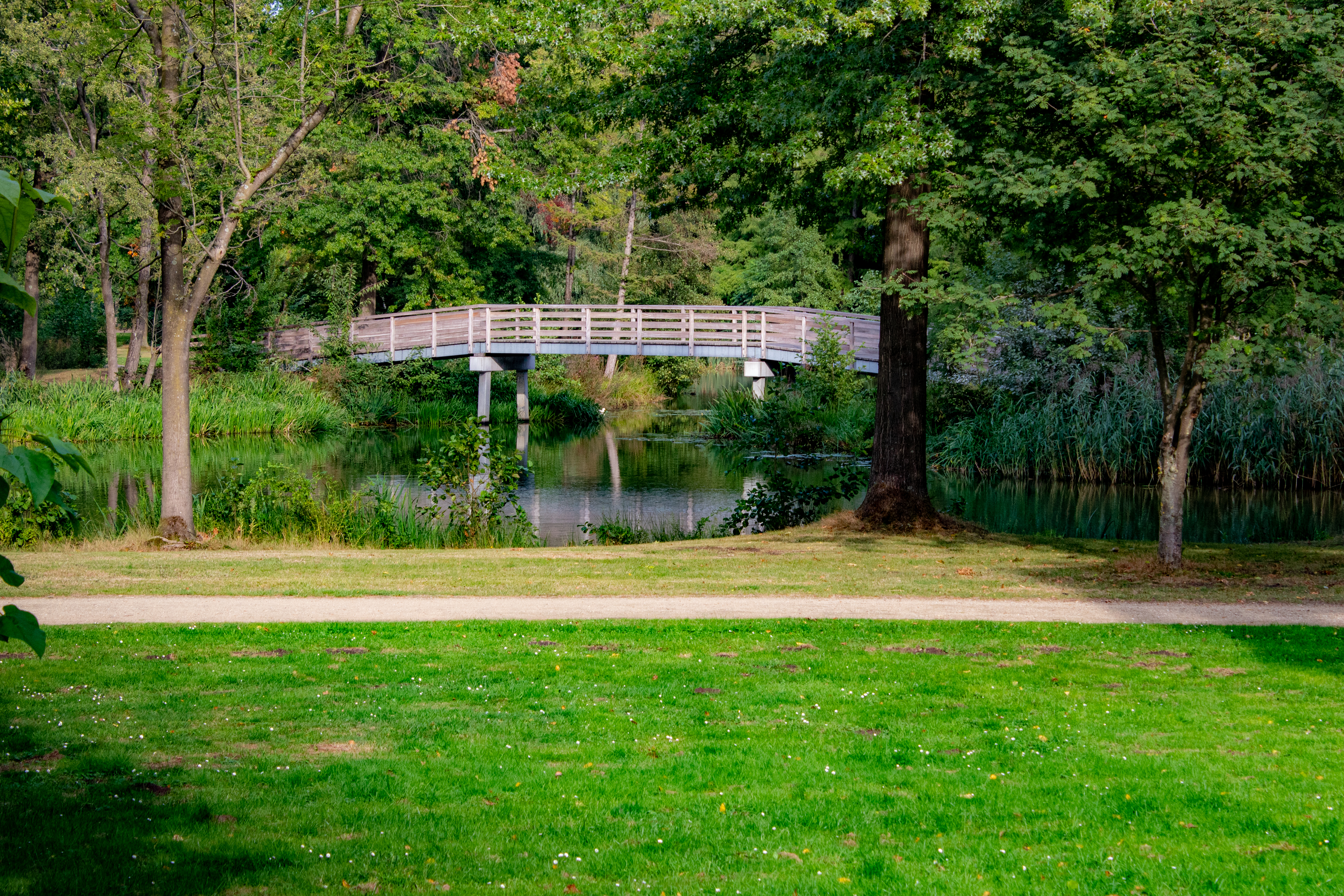
Het Quirijnstokpark
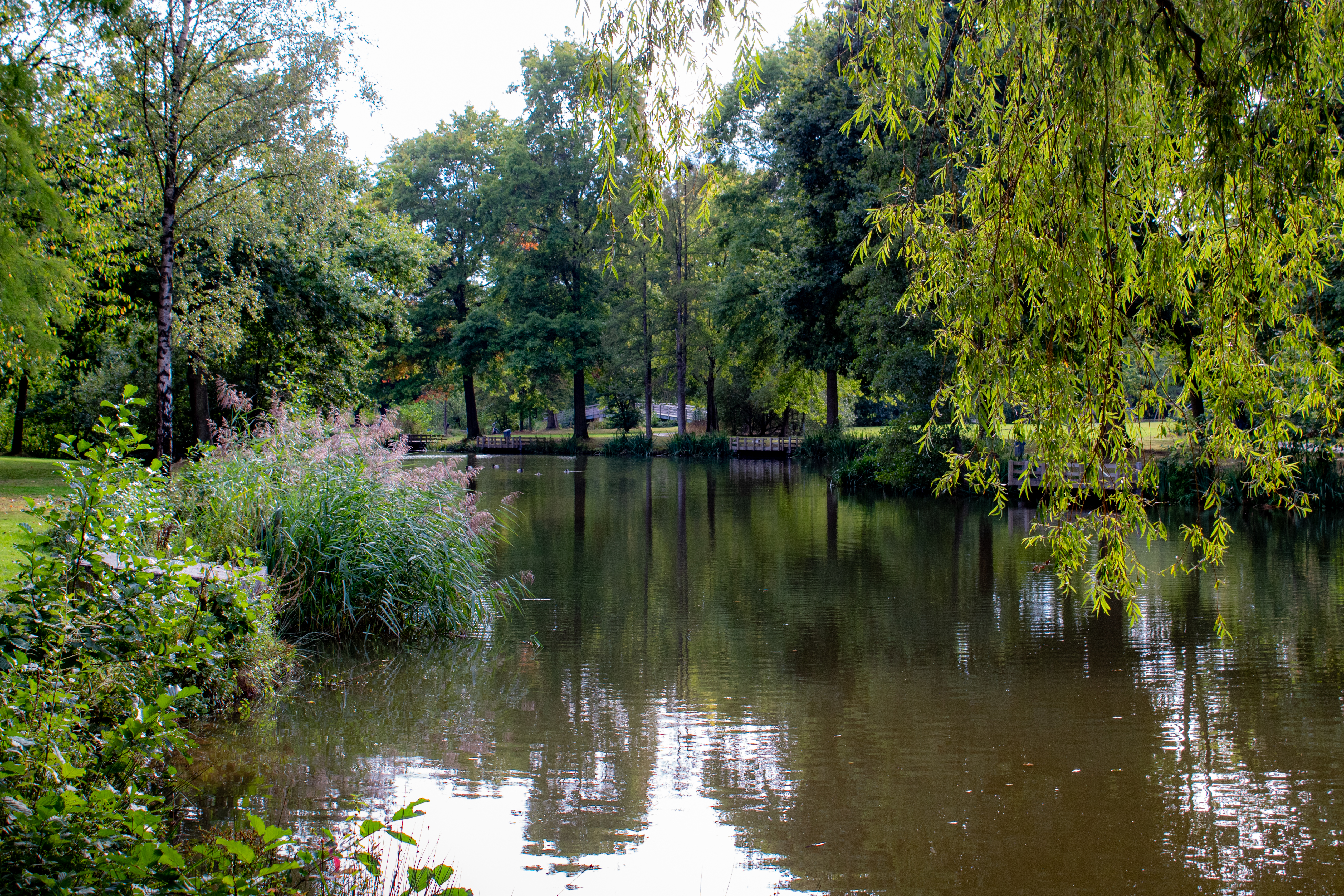
Het Quirijnstokpark
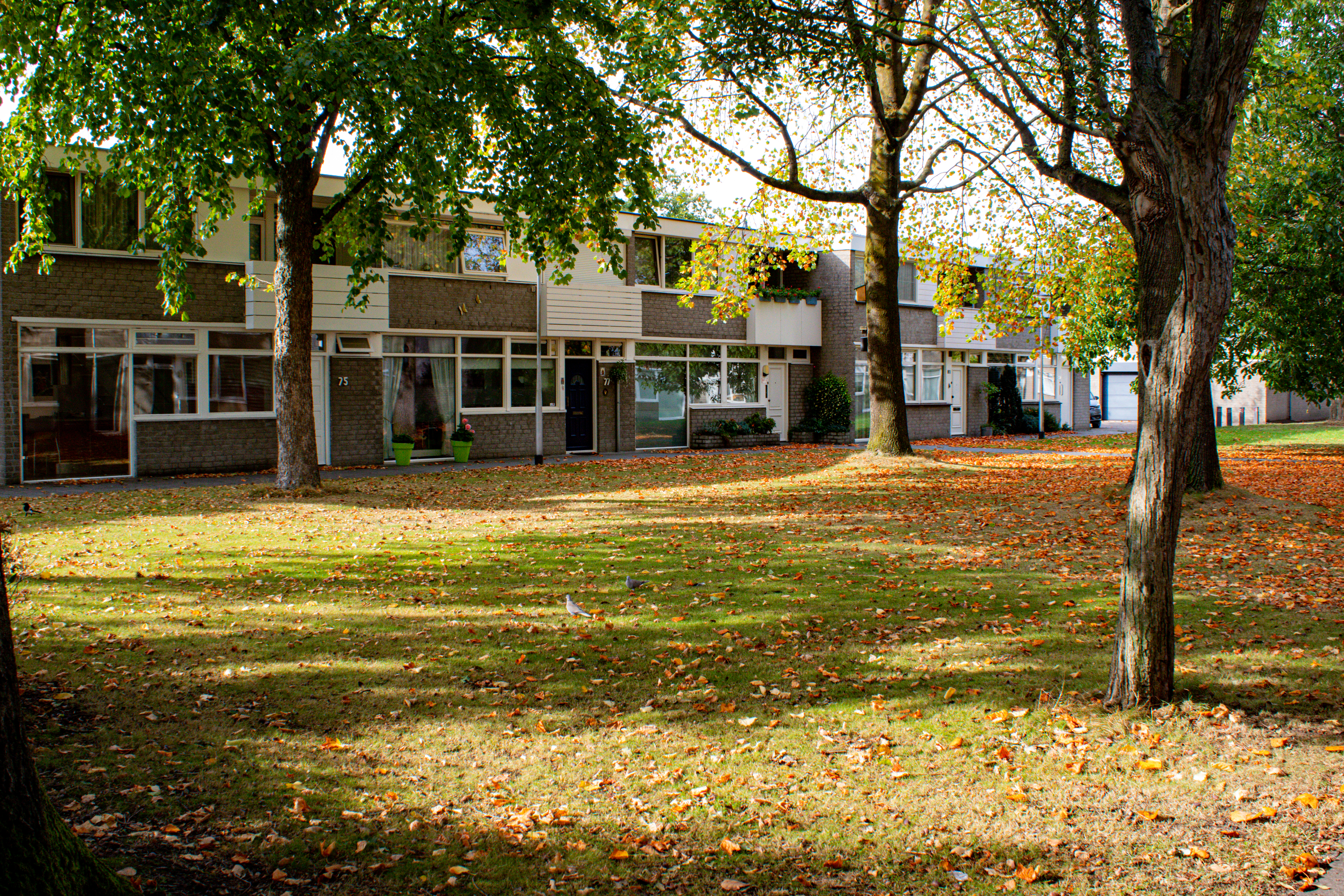
Quirijnstok zuid oost
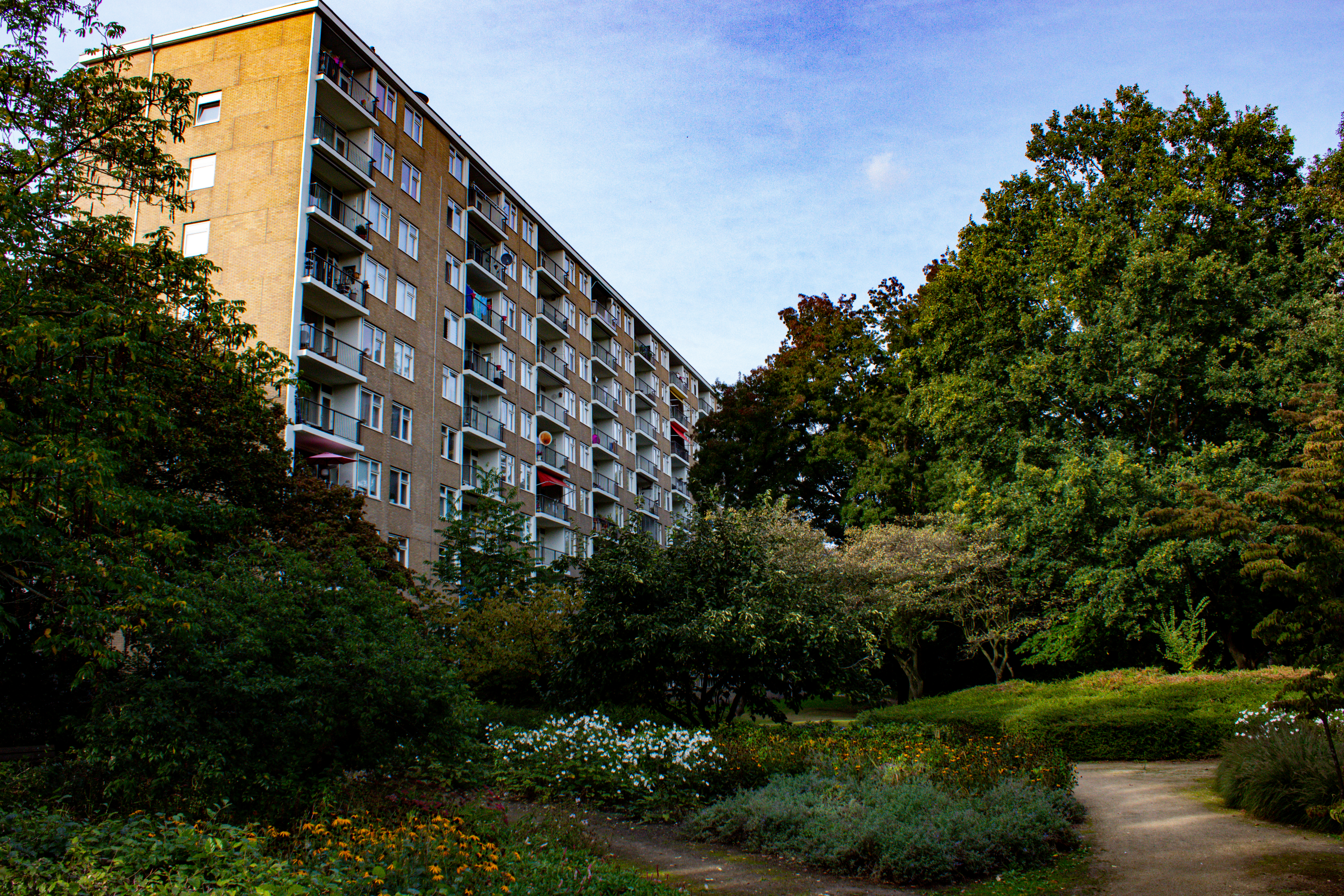
Een Flat aan de Sweelincklaan in Tilburg-Noord

## Renovatie
De Quirijnstok is het jongste deel van het stadsdeel Nieuw-Noord. Het is een rustige wijk met veel tweeverdieners. Veel oudere huizen zijn gerenoveerd. Langs het in de jaren zestig geplande maar nooit uitgevoerde verlengde tracé van de Quirijnstoklaan naar de Vlashoflaan zijn flats met goedkope huurwoningen gesloopt. Deze strook van 75 tot 120 meter breed heeft tientallen jaren goeddeels braak gelegen. Enkele jaren  geleden zijn er woningen (laagbouw en lage flats), een park, Quirinustuinen en een mfa, De Symfonie, gekomen, deze plannen zijn gerealiseerd onder de naam Quirijnboulevard.